# Terry Phelps
Terry Phelps (18 dicembre 1966) è un'ex tennista statunitense.

## Carriera
In carriera ha vinto 1 titolo di doppio. Nei tornei del Grande Slam ha ottenuto il suo miglior risultato raggiungendo i quarti di finale in tutte e tre le specialità: in singolare all'Open di Francia nel 1985, in doppio agli US Open nel 1988 e in doppio misto agli US Open nel 1987 e a Wimbledon nel 1989.

## Statistiche

### Doppio

#### Vittorie (1)
| Numero | Anno | Torneo                    | Superficie  | Compagna        | Avversarie in finale              | Punteggio |
| 1.     | 1988 | Eckerd Tennis Open, Tampa | Terra rossa | Raffaella Reggi | Cammy MacGregor Cynthia MacGregor | 6–2, 6–4  |